# Punta Monti
Punta Monti är en udde i Antarktis. Den ligger i Västantarktis. Argentina, Chile och Storbritannien gör anspråk på området.
Närmaste befolkade plats är Bernardo O'Higgins Station, 9,3 kilometer väster om Monti. 